# Río Shuda
El río Shuda (en ruso: Шу́да; en mari: Шӱдö) es un río del óblast de Kírov, en Rusia, afluente por la izquierda del Izh, que es afluente del Pizhma, y este a su vez del Viatka, lo que le incorpora a la cuenca hidrográfica del Volga.
Sus principales afluentes son el Tumshinka, el Irka (por la izquierda) y el Vurdanka (por la derecha).